# 山岳ユダヤ人

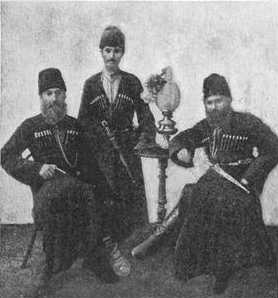
山岳ユダヤ人の男性

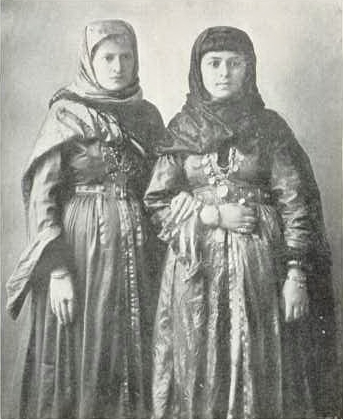
山岳ユダヤ人の女性

山岳ユダヤ人（ユダヤ・タート語: джуһур, ヘブライ語: יהודי ההרים, ロシア語: Горские евреи）は東部コーカサス地方、特にダゲスタンに住み、ペルシア系のユダヤ・タート語を話すユダヤ人のこと。東部コーカサスユダヤ人、あるいは単にコーカサスユダヤ人とも呼ぶ。ただし山岳ユダヤ人にコーカサス地方のアシュケナジムやグルジームは含まないので、コーカサスユダヤ人という名称は、本来は不適切である。

## 名称
彼ら自身は、自分たちをJuhuro（あるいはクバ方言でJuwuro）と呼んでいる。単にユダヤ人という意味である。彼らがJuhur imuni（われわれユダヤ人）と言えば山岳ユダヤ人のことだが、その一方でアシュケナジムユダヤ人のことを彼らはJuhur Eshgeneziniと呼んでいる。ヘブライ語で'ivri（ヘブライ人）あるいはyehudi（ユダヤ人）と名乗る者もいるが、これは高齢者に多い。
文献の中で彼らは東部コーカサスユダヤ人、山岳ユダヤ人、ユダヤタート人、ジュフール、ダグ・チュフートなどと呼ばれている。ロシア語での名称ゴルスキエ・エヴレイは、やはり山岳ユダヤ人という意味である。

## 居住地域と生活・文化
彼らは元々コーカサス一帯の山岳地域に集住していたものの、18世紀から19世紀にかけてカスピ海沿いの低地に移住。ダゲスタンを中心に、アゼルバイジャンや北部コーカサス地方に定住している。ソビエト連邦成立後の一連の施策によって独特の閉鎖的な生活態度が払拭され、周辺の民族集団との共存が進んだばかりか一部はモスクワなど都市部に移住している。その一方で1970年から1990年にかけて多くがイスラエルや米国に移住している。
山岳ユダヤ人は本来農耕と造園・養蚕を生業としていた。山岳ユダヤ人が栽培していたのは穀物の他に煙草や葡萄であり、殊にワインの醸造はイスラム教徒が宗教上の理由で従事できない仕事だったことから、山岳ユダヤ人とアルメニア人が専ら従事することになった。また皮革業に携わる者も多く（19世紀末には山岳ユダヤ人の6％が皮なめし業を営んでいた）、都市部では手工業・商業を営んでいた。その一方でユダヤ教は肉食の制限が厳格なことから、山岳ユダヤ人は家畜を殆ど飼わなかった。
ソ連政府は、山岳ユダヤ人に対して集団農場への加入を強制する一方で造園・皮革業に携わることを容認し、男子に限りシナゴーグで行われていた教育についても小学校でタート語を選択科目化させ、1928年にはタート語の新聞「Zakhmetkesh（労働者）」が創刊された。しかし第二次世界大戦開戦に伴いロシア語化政策に転換し、ペレストロイカまで続く。
今日、山岳ユダヤ人出身の知識人は、俳優、芸術家、作家、詩人など、ダゲスタンの文化界では目立った存在となっている。しかしながら、今のところ、彼らの文化に光を当てているのはアマチュアの演劇やコンサートのみである。

## 民族的な起源
山岳ユダヤ人の言い伝えによると、彼らが東部コーカサス地方に住み着いたのは西暦722年のことである。ペルシア系の言語を話すのは、かつてペルシア南西部に住んでいた名残と考えられている。その起源については諸説が唱えられている。
1. 遊牧民の侵入を防ぐ目的でパルティア朝とサーサーン朝の王たちの意向で配備された、ユダヤの武装入植者の子孫であるという説。
2. ユダヤ教に改宗したタート人の子孫であるという説。（ただし、イスラム教徒タート人こそイスラム教に改宗した山岳ユダヤ人であるという説もある。）
3. ハザール人の子孫であるという説。